# Alfons Schäffer (Politiker)
Alfons Schäffer (* 27. Juli 1923 in Niederwinkling; † 28. Januar 1984 ebenda) war ein deutscher Politiker (CSU).
Schäffer besuchte die Volksschule Niederwinkling und eine landwirtschaftliche Fortbildungsschule, ehe er den elterlichen Betrieb übernahm. Zum 1. September 1941 war er der NSDAP beigetreten. 1952 wurde er zum Bürgermeister gewählt, 1956 in den Bogener Kreistag. Zeitweise war er auch Stellvertreter des Landrats des Landkreises Bogen. Er gehörte außerdem dem Aufsichtsrat der Molkereigenossenschaft Niederwinkling an, deren Vorsitzender er ab 1969 war. Ferner war er Laienrichter des Bayerischen Verwaltungsgerichts in Regensburg und Mitglied des Verwaltungsrats der Sparkasse Bogen. Ende 1972 rückte er für den ausgeschiedenen Franz Handlos in den Bayerischen Landtag nach, dem er bis 1974 angehörte. 1978 gehörte er dem Landtag noch einmal für ein halbes Jahr an, diesmal als Ersatz für Ingo Weiß.